# Joliu
El joliu (Scilla lilio-hyacinthus) és una espècie de plantes angiospermes del gènere Scilla dins la família de les asparagàcies (Asparagaceae).
Addicionalment pot rebre el nom de pinya blava del Pirineu. També s'ha recollit la variant lingüística xulius.
La fageda amb presència del joliu és un domini climàtic en la Vegetació dels Països Catalans sota el nom científic de Scillo-Fagetum
Es troba a les dues bandes dels Pirineus i al Massís Central francès. Es fa en boscos, fins als 2.000 metre d'altitud, preferentment en llocs humits i calcaris.

## Descripció
És una planta perenne i vivaç amb bulb, fa entre 15 i 40 cm d'altura, fulles llargues, entre 10 i 25 cm, i lanceolades. Les flors són blaves amb sis tèpals i s'agrupen en una inflorescència en raïm. Floreix d'abril a juny. El fruit és una càpsula.

## Taxonomia
Aquesta espècie va ser publicada per primer cop l'any 1753 al primer volum de l'obra Species Plantarum de Carl von Linné (1707-1778).

### Sinònims
Els següents noms científics són sinònims de Scilla lilio-hyacinthus:
- Sinònims homotípics

- Oncostema lilio-hyacinthus (L.) Speta
- Tractema liliohyacinthus (L.) Speta

- Sinònims heterotípics

- Ornithogalum squamosum Lam.
- Scilla squamosa Dulac
- Stellaris squamosa (Dulac) Bubani

## Història taxonòmica
A les antigues classificacions botàniques clàssiques era dins la família de les liliàcies (Liliaceae) i a la classificació filogenètica APG II va se ubicada a la família Hyacinthaceae.